# Marele alb

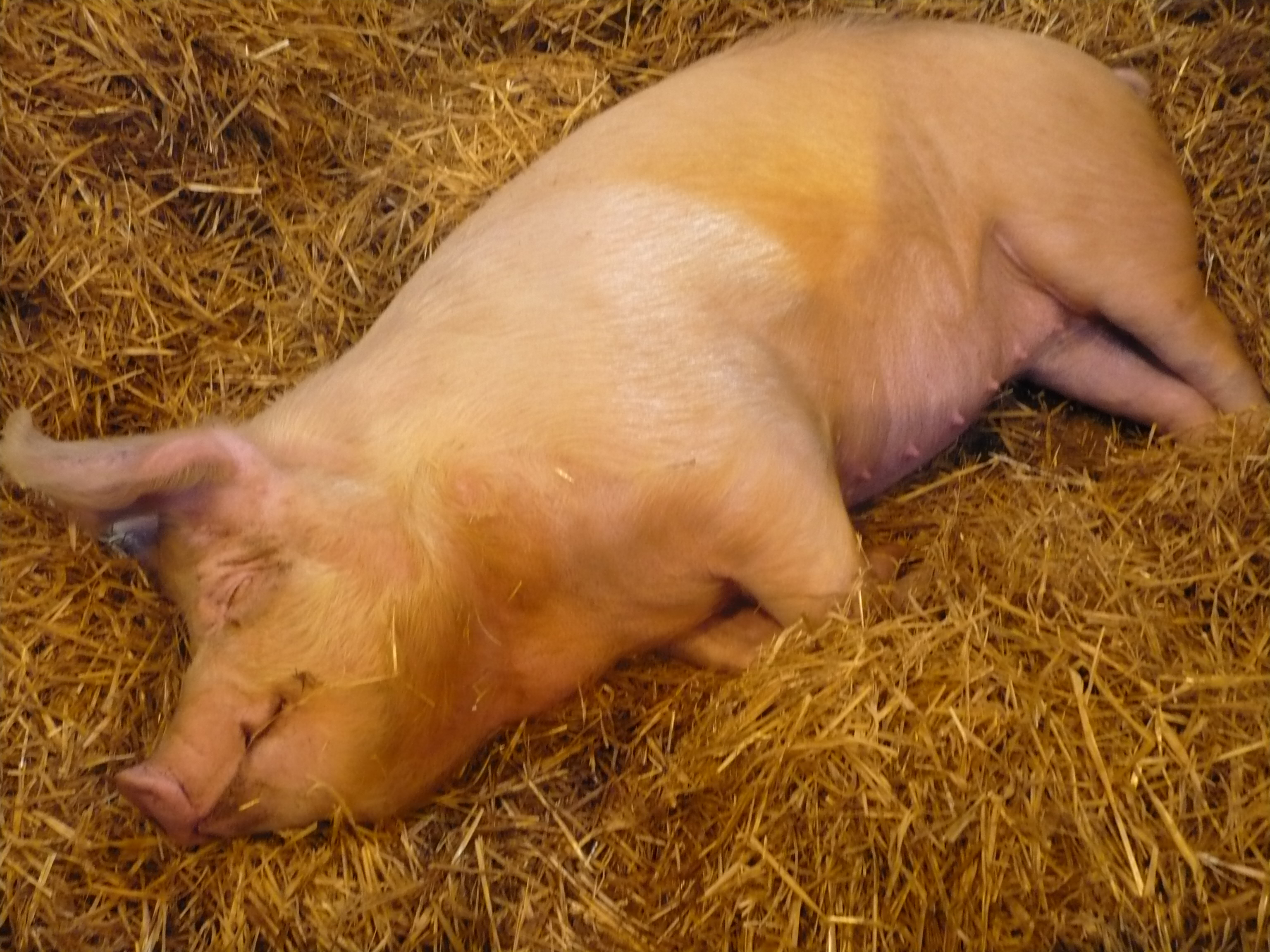
Scroafă rasa marele alb la Salonul Internațional de Agricultură de la Paris, 2008

În zootehnie, marele alb (sau yorkul mare) este o rasă de porci creată în Anglia ce aparține tipului pentru carne.
Animalele din această rasă se caracterizează prin culoare albă și printr-o talie mare, putând atinge greutăți de peste 200 de kg, în stare adultă, în urma îngrășării.
Este una dintre rasele cele mai prolifice (în medie 11 purcei la o fătare).
Are o precocitate ridicată, la vârsta de 7–8 luni atingând greutatea de 110–120 kg, cu un consum relativ redus de nutrețuri.
Datorită calităților sale, această rasă s-a răspândit în întreaga lume și a contribuit la formarea și la ameliorarea multor rase.